# Fej Ťün-lung
Fej Ťün-lung (* 5. května 1965) (zjednodušené znaky: 费俊龙, tradiční znaky: 費俊龍) pinyin: Fei Junlong) je čínský vojenský pilot, od roku 1998 kosmonaut, 438. člověk ve vesmíru. V říjnu 2005 absolvoval téměř pětidenní kosmický let lodí Šen-čou 6 a od 29. listopadu 2022 strávil při své druhé misi půl roku na Vesmírné stanici Tchien-kung (TSS).

## Vzdělání a vojenská služba
Fej Ťün-lung pochází z města Kchun-šan z provincie Ťiang-su. V letech 1982–1986 studoval vojenskou vysokou leteckou školu s vynikajícím prospěchem. Po studiu sloužil ve vojenském letectvu Čínské lidové osvobozenecké armády jako pilot, pilotní instruktor a inspektor leteckého výcviku.

## Kosmonaut
V říjnu 1995 začal mezi čínskými vojenskými piloty výběr do oddílu kosmonautů. Po úspěšném absolvování všech testů byl v lednu 1998 zařazen mezi kosmonauty. Při prvním čínském pilotovaném kosmickém letu (2003, Šen-čou 5) byl v užší skupině pěti kosmonautů připravujících se k letu.

### 1. kosmický let – Šen-čou 6
Roku 2005 byl jmenován velitelem druhého čínského letu v lodi Šen-čou 6, dalším členem posádky byl Nie Chaj-šeng. Loď odstartovala 12. října 2005 v 3:00 UTC. Po splnění letového programu přistáli kosmonauti v návratovém modulu 16. října 2005 v 20:33 UTC.
Roku 2008 byl zařazen do záložní posádky letu Šen-čou 7. Byl náhradníkem pilota Liou Po-minga.

### Velitelské funkce v kosmickém programu
Od dubna 2009 do února 2016 byl velitelem sboru kosmonautů, poté zástupcem velitele výcviku kosmonautů čínského pilotovaného programu. V roce 2018 se spolu s dalšími 14 – 15 astronauty zúčastnil třítýdenního komplexního výcviku astronautů pro čínskou vesmírnou stanici.

### 2. kosmický let – Šen-čou 15
Na druhou vesmírnou misi se nakonec vydal až po 17 letech, kdy ho v lodi Šen-čou 15 doprovázeli kosmonauti Teng Čching-ming a Čang Lu. Odstartovali 29. listopadu 2022 v 15:08:17 UTC a po připojení k Vesmírné stanici Tchien-kung téhož dne ve 21:42 UTC vytvořili čtvrtou dlouhodobou posádku stanice. 
Kromě rozsáhlého vědeckého programu na ně čekalo několik výstupů do volného prostoru kvůli dokončení integrace nových laboratorních modulů Wen-tchien a Meng-tchien, které se k jádrovému modulu Tchien-che připojily v roce 2022. První z nich se odehrál 9. února 2023 a trval 7 hodin a 6 minut. Fej Ťün-lung a Čang Lu při něm splnili řadu úkolů včetně instalace pomocných čerpadel a dalšího zařízení na vnější povrch modulů. U dalších dvou výstupů uskutečněných ve stejné sestavě 2. a 30. března, nebyly zveřejněny detaily k vykonaným činnostem ani přesné časy zahájení a konce výstupů, a tedy ani jejich délka. Čínská strana pouze v obou případech konstatovala, že byly splněny všechny plánované úkoly a kosmonauti se v pořádku vrátili do modulu Wen-tchien. U čtvrtého výstupu 15. dubna úřad pro pilotované lety zveřejnil alespoň informaci, že oba kosmonauti úspěšně dokončili instalaci rozšířeného čerpacího agregátu na modulu Meng-tchien,  instalaci a připojení kabelů a podpěrných tyčí vně kabiny.
Po příletu navazující 5. posádky TSS v lodi Šen-čou 16 opustil Fej s oběma svými kolegy stanici 3. června 2023 ve 13:29 UTC a ve 22:33 UTC přistáli v lokalitě Dongfeng ve Vnitřním Mongolsku po 186 dnech, 7 hodinách a 25 minutách letu.

## Soukromý život
Fei Junlong chtěl být v mládí umělcem. Oženil v roce 1991 s Wang Jie, i jeho manželka vystudovala leteckou školu. V roce 1992 se jim narodil syn Feidi, který ve své kariéře také zamířil do letectví a nyní je členem výzkumného a vývojového týmu kosmických lodí Šen-čou, asistentem programu pilotovaných kosmických lodí zodpovědným za plánování pilotovaných kosmických lodí. 
Kromě řady čínských státních a vojenských vyznamenání včetně vojenské hodnosti generálmajora se mu dostalo ocenění také od Mezinárodní astronomické unie, která po něm v březnu 2007 pojmenovala asteroid 9512 obíhající mezi oběžnými dráhami Marsu a Jupiteru.